# Kyrkoskjutningen i Sutherland Springs
Kyrkoskjutningen i Sutherland Springs var en masskjutning som ägde rum den 5 november 2017 som började strax efter 11:30 i kyrkan First Baptist Church i Sutherland Springs i Texas. Devin Patrick Kelley sköt då ihjäl 26 personer, inklusive ett ofött barn. Han påträffades död (självmord).